# دولغوبروندي
دولغوبرودني (بالروسية: Долгопрудный) هي إحدى مدن روسيا في الكيان الفدرالي الروسي موسكو أوبلاست.